# Союз-11
Союз-11 — пілотований космічний корабель серії «Союз». У ході польоту здійснено стикування з першою орбітальною станцією «Салют». Політ тривав 23 доби. Під час посадки спусковий апарат космічного корабля «Союз-11» розгерметизувався, троє членів екіпажу загинули.

## Екіпаж
За два дні до старту медична комісія забракувала Валерія Кубасова, тому зняли весь екіпаж (Леонов, Кубасов, Колодін) і замінили його дублерами (Добровольський, Волков, Пацаєв).
- Основний

Командир Добровольський Георгій Тимофійович
Бортінженер Волков Владислав Миколайович
Інженер-дослідник Пацаєв Віктор Іванович
- Дублерний

Командир Леонов Олексій Архипович
Бортінженер Кубасов Валерій Миколайович
Інженер-дослідник Колодін Петро Іванович
- Резервний

Командир Губарєв Олексій Олександрович
Бортінженер Севастьянов Віталій Іванович
Інженер-дослідник Воронов Анатолій Федорович.

## Політ
6 червня 1971 року в 04:55:09 UTC з космодрому Байконур запущено космічний корабель «Союз-11» з екіпажем Добровольський, Волков, Пацаєв.
7 червня в 07:49 UTC відбулося стикування КК «Союз-11» з орбітальною станцією «Салют-1».
На борту станції екіпаж плідно працював 22 доби.
29 червня в 18:28 UTC КК «Союз-11» відстикувався від ОС «Салют-1».
У 22:49 UTC спусковий апарат (СА) КК «Союз-11» розгерметизувався. Оскільки екіпаж був без скафандрів, всі загинули від вибухової декомпресії.
У 23:16:52 КК Союз-11 здійснив посадку.

### Причина
Для розслідування причин катастрофи створили Урядову комісію з академіком Мстиславом Келдишем на чолі.
Аналіз записів автономного реєстратора бортових вимірювань «Мир» показав, що з моменту розділення відсіків на висоті понад 150 км тиск в СА почав різко знижуватись, і впродовж 115 секунд впав до 50 мм рт. ст. Темп зниження тиску відповідав отвору вентиляційного клапана. Комісія дійшла однозначного висновку: при розділенні відсіків передчасно і несанкціоновано відкрився вентиляційний клапан, внаслідок чого СА розгерметизувався, спричинивши загибель космонавтів.
Положення тіл членів екіпажу свідчило про спроби ліквідувати витік, однак в тумані, який заповнив кабіну після розгерметизації, закрили не той клапан, і змарнували час. Коли Георгій Добровольський (можливо Віктор Пацаєв) виявив справжню причину розгерметизації, йому вже не вистачило часу.
Крім того, через розташування клапана і ручок управління для роботи з ним необхідно було залишити крісло. На цей недолік вказували льотчики-випробувачі, для яких недопустимо подібне.

### Наслідки
Після катастрофи кораблі «Союз» не запускали 18 місяців. За цей час змінилось компонування органів управління корабля, які стали більш ергономічними; старт і посадку здійснювали лише в скафандрах; екіпаж зменшили до двох осіб, щоб надати місце для установки автономного забезпечення життєдіяльності легких скафандрів, значний об'єм в якій займала кріогенна ємність із запасом повітря.